# Freesco
FREESCO (расшифровывается как FREE ciSCO) — это бесплатная и свободная замена коммерческим роутерам, поддерживающая до 10 ethernet/arcnet/token ring/arlan сетевых карт и до 10 модемов.

## Описание
FREESCO базируется на Linux версии 2.0.39 или 2.0.40, и содержит большинство утилит полноценной операционной системы, но при этом помещается на одной 1.44 Mb дискете.
После старта, возможна работа только из памяти, без обращений к диску.
FREESCO работает только на IBM PC совместимых Компьютерах (i386 или выше процессорах) и может быть установлена на жёсткий диск.
Первой популярной версией FREESCO была v0.2.7, созданная Сергеем Сторожевых и улучшенная Lewis 'Lightning' Baughman.

## Возможности
Следующая функциональность доступна прямо из коробки:
- Ethernet мост
- Ethernet маршрутизатор
- Совместный доступ к одному из соединений (на основе NAT):
  - ethernet
  - dialup соединение
  - DSL соединение (включая PPPoE и PPtP)
  - выделенная линия
- Файрвол
- Dial-in(RAS) сервер
- HTTP и FTP серверы
- DNS и DHCP серверы
- SSH сервер
- Time сервер
- Сервер печати

Конфигурирование системы очень простое и производится с помощью утилиты setup, снабжённой подсказками и удобным интерфейсом.
Дополнительно, FREESCO снабжена менеджером пакетов подобному Debian (pkg -i …), но разработанному специально для специфики FREESCO, позволяющему манипулировать пакетами, которых достаточно много. Среди них Apache HTTP Server, почтовый сервер exim и Windows Networking server «Samba».
FREESCO может работать с файловыми системами FAT/FAT32 и Linux ext2, и может выступать в качестве файлового сервера по протоколам HTTP/FTP/Samba.
FREESCO содержит драйверы для многих популярных сетевых карт как ISA так и PCI, и большое количество драйверов в дополнительном пакете.

## Ограничения
Многие последние версии программного обеспечения (таких как Apache 2) не будут работать, так как не совместимы с достаточно старым ядром FREESCO. Также некоторые аппаратные компоненты не будут работать (такие как гигабитные сетевые карты), просто потому что для них нет драйверов для ядер 2.0.x.
- FREESCO не поддерживает балансировку нагрузки.
- FREESCO работает только в текстовом режиме (с  помощью дополнительных пакетов можно добавить полное управление через веб-интерфейс, ограниченная работа через веб доступна сразу после установки).
- FREESCO поддерживает USB только начиная с версии 0.4.0 (в том числе в качестве загрузочного устройства).